# Студеница (приток Днестра)
Студеница (укр. Студениця) — река на Украине, протекает по территории Ярмолинецкого, Дунаевецкого и Каменец-Подольского районов Хмельницкой области. Левый приток Днестра (бассейн Чёрного моря).
Длина реки 85 км, площадь водосборного бассейна — 477 км², уклон 2,74 м/км, средняя ширина русла в среднем течении 5-10 м. Склоны долины крутые, террасированные, в низовьях — отвесные, сильно расчлененные балками и оврагами шириной 20-80 м. В 14,5 км от устья расположен водопад высотой 0,5 м. Река берёт воду из более чем 36 прудов общей площадью около 180 га, общим объемом 2,03 млн м³.
В долине реки между сёлами Выхватневцы и Крушановка расположен ландшафтный заказник общегосударственного значения «Совий Яр».